# 35371 Yokonozaki
35371 Yokonozaki este o planetă minoră (asteroid), cu un diametru de 3,329 km, din centura de asteroizi. A fost descoperită pe 25 octombrie 1997 la Mount Nyūkasa Optical Observatory⁠(d) de Masanori Hirasawa⁠(d). 
Obiectul prezintă o orbită caracterizată de o semiaxă mare de 2,2216006 UAi, o excentricitate de 0,21, o înclinație de 3,97404 ° în raport cu ecliptica.